# Varník
Varník nebo též termosifon je dutá plochá vestavba skříňového parního kotle nebo plamence, která zvětšuje jeho přímou výhřevnou plochu.

## Varník v plamenci
Varníky v plamenci mají obvykle tvar válce nebo kužele, a procházejí napříč plamencem. Bylo jich obvykle vestavěno více.

## Varník v lokomotivním kotli

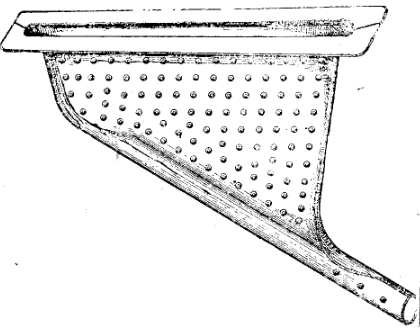
lokomotivní varník

Varník má přibližně trojúhelníkový tvar, jednou stranou je zasazen do stropu topeniště skříňového kotle a jeho dolní roh je připojen ke kotli trubkou ústící pod pecní trubkovnicí. Protože se jedná o plochou vestavbu, uvnitř níž je voda pod vysokým tlakem, je zpevněn rozpěrkami podobně, jako skříňový kotel. Trubka, spojující varník s kotlem, slouží k cirkulaci vody. Voda přiteče trubkou, je ohřáta ve varníku a jeho horní částí spolu s vyvinutou párou vytéká nad strop topeniště.
Varníky zvyšovaly přímou výhřevnou plochu kotlů až o několik metrů čtverečních a zlepšovaly cirkulaci vody kotlem. Protože ale jejich montáž byla náročná (vyžadovala kvalitní sváření) , byly osazovány do kotlů lokomotiv až na samém konci parní éry, zhruba v polovině 20. století. Do kotle byl vestavěn obvykle jeden, jen v několika pokusných lokomotivách (například lokomotiva 242 A1) byly vestavovány dva.
Trubka varníku spolu s varnými trubkami obvykle sloužila jako jeden z nosných prvků šamotové klenby.